# Мягкий дирижабль

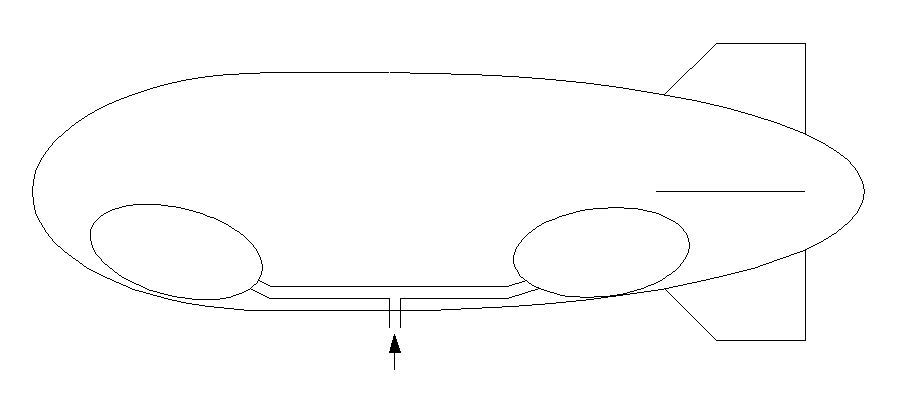
Неизменяемость внешней формы достигается избыточным давлением несущего газа, постоянно поддерживаемым баллонетами — мягкими ёмкостями, расположенными внутри оболочки, в которые нагнетается воздух

Мягкий дирижабль — дирижабль, у которого матерчатая оболочка служит также оболочкой для газа. Неизменность внешней формы достигается избыточным давлением несущего газа, постоянно поддерживаемым баллонетами — мягкими ёмкостями, расположенными внутри оболочки, в которые нагнетается воздух. Ими же производится частичное изменение балансировки и плавучести всего дирижабля без сброса балласта или выпуска части несущего газа.
Обычно небольших размеров. Являются самым распространенным типом дирижаблей в силу дешевизны их производства и эксплуатации.
Циолковский писал:

… первый недостаток такого мягкого дирижабля, заключающийся в том, что в зависимости от погоды дирижабль то падает, то устремляется в высь… Второй недостаток безбалонного дирижабля — постоянная опасность пожара, особенно при употреблении огневых двигателей… Третий недостаток мягкого дирижабля — объём и форма его постоянно изменяются, поэтому газовая оболочка образует морщины и большие складки, вследствие чего горизонтальная управляемость становится немыслимой.

В жёстких дирижаблях неизменяемость внешней формы обеспечивалась металлическим (реже — деревянным) каркасом.

## Галерея

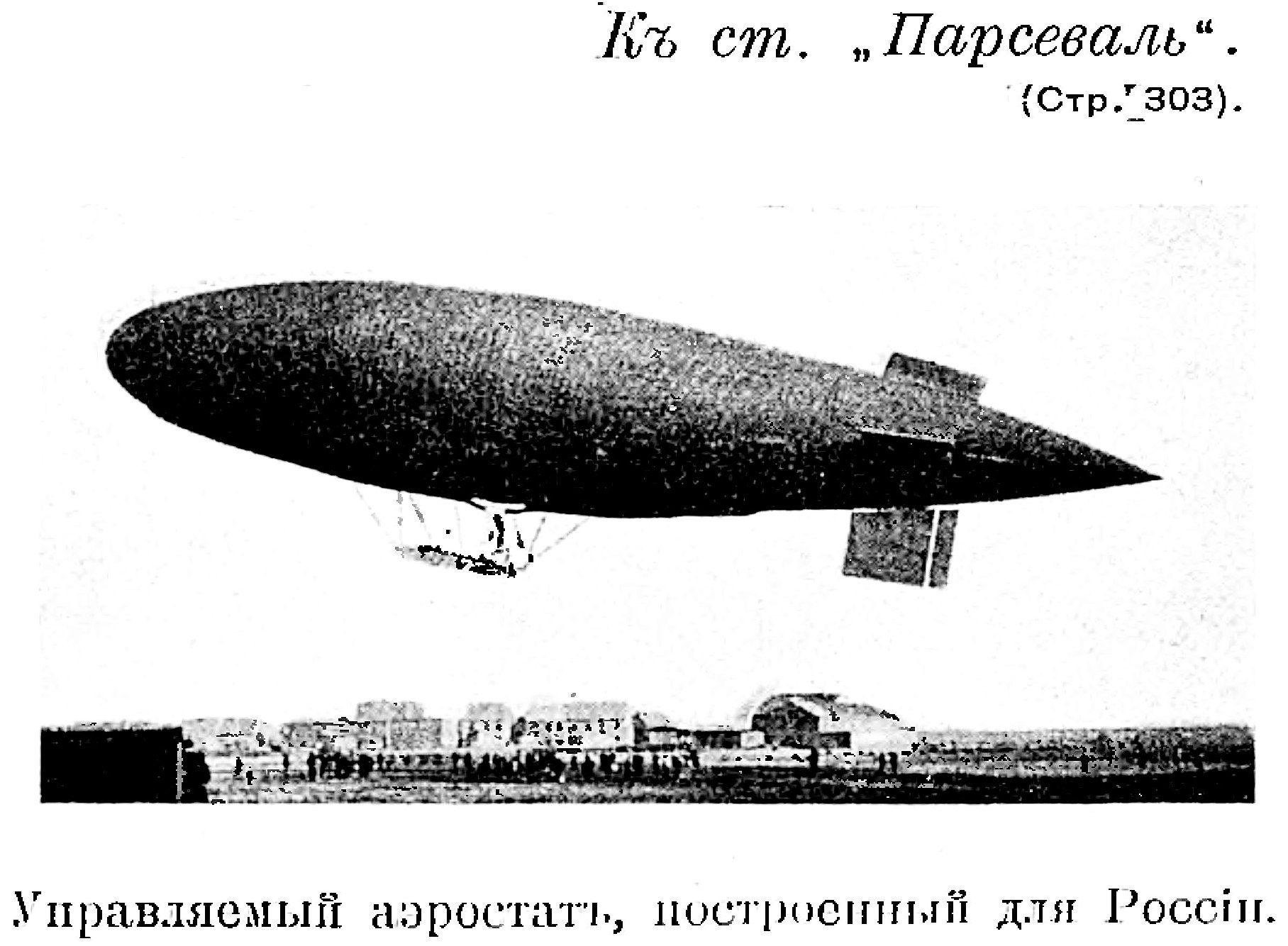
Дирижабль Парсеваля
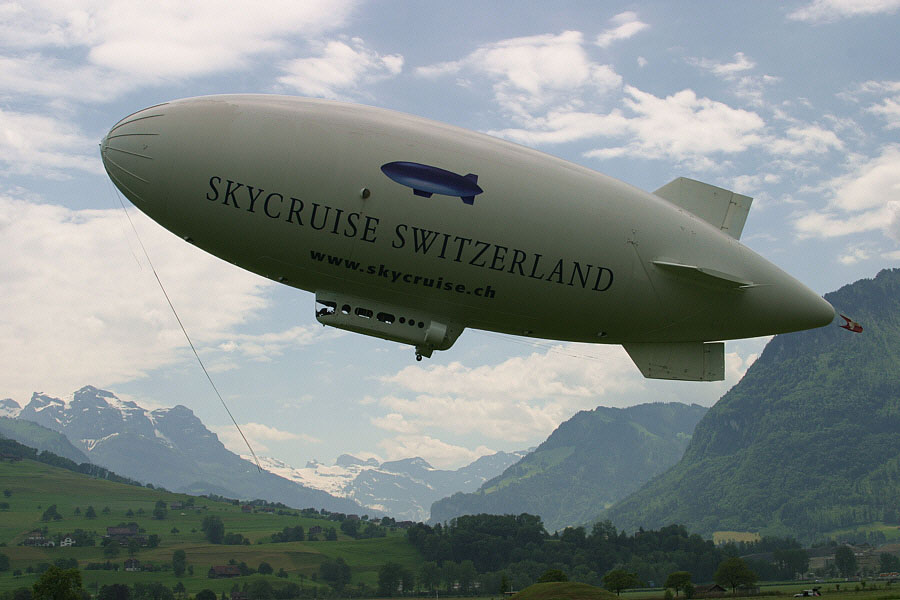
Skyship 600
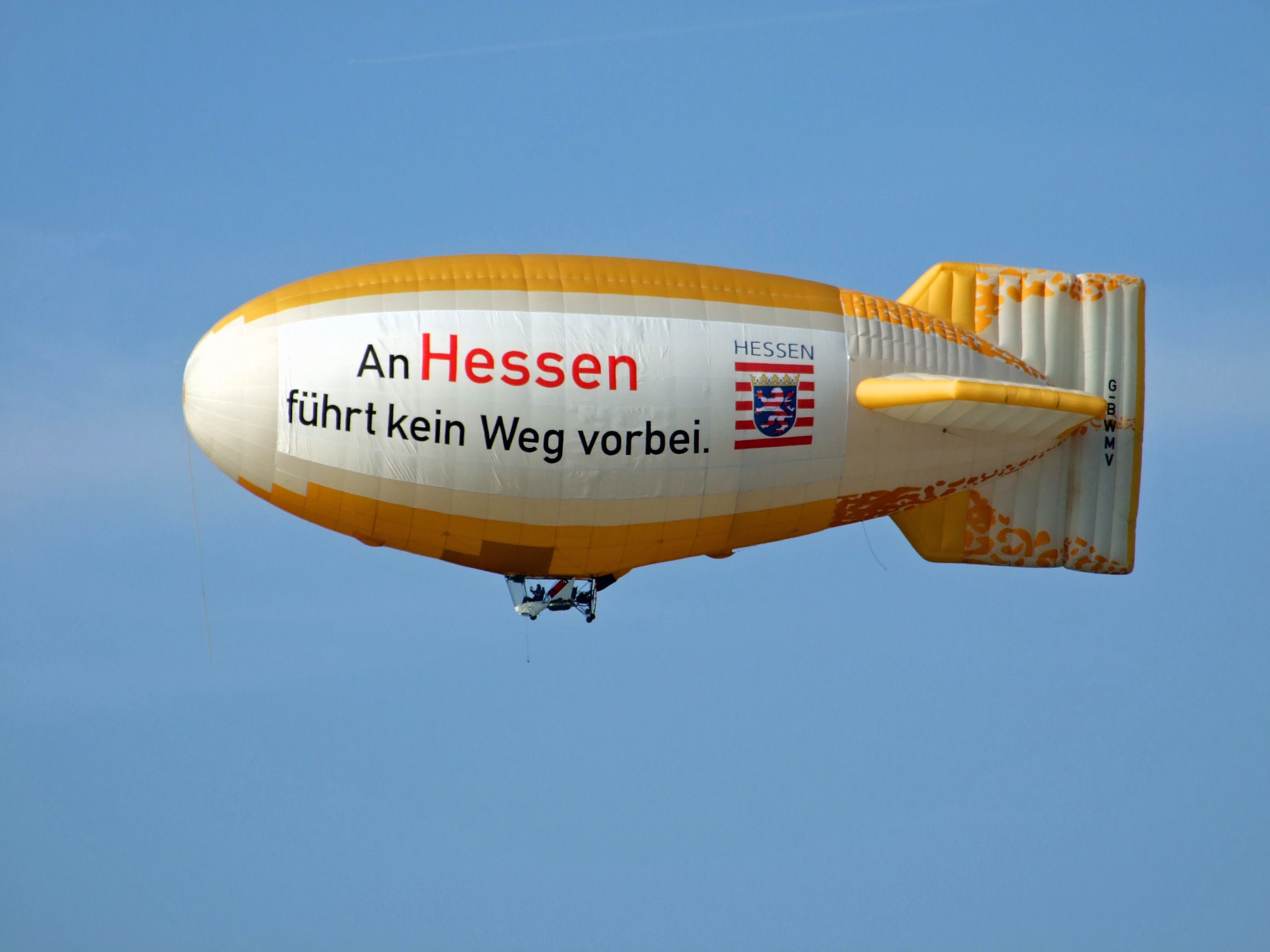
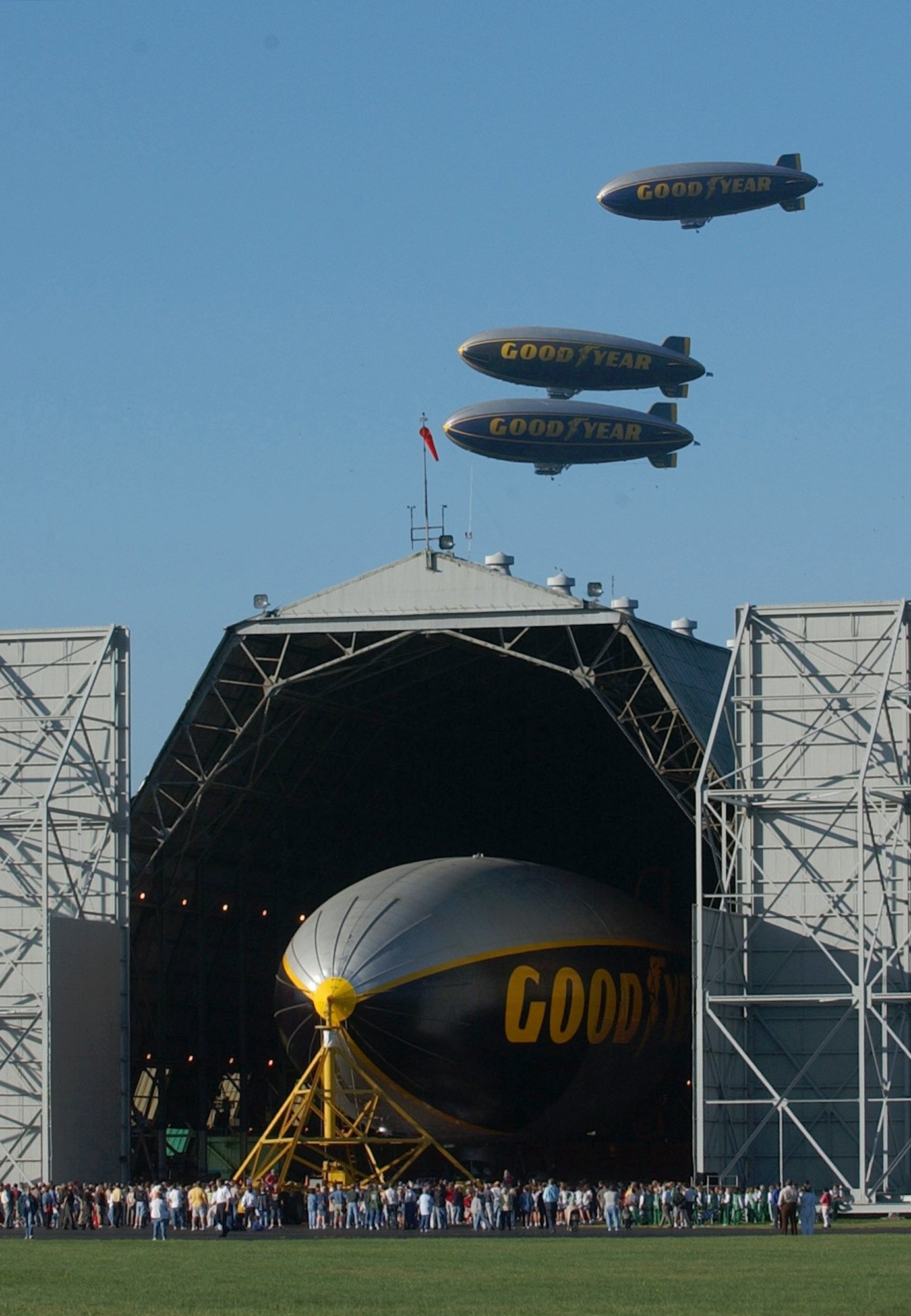
Мягкие дирижабли компании «Goodyear». 2002 год.